# سوا (لاريجان السفلي)
سوا (بالفارسية: سوا) هي قرية تقع في إيران في قسم لاریجان السفلی الريفي. يقدر عدد سكانها بـ 94 نسمة بحسب إحصاء 2016.